# Покондирена тиква (ТВ филм из 1981)
„Покондирена тиква” је југословенски ТВ филм из 1981. године. Режирао га је Мухамед Мехмедовић а сценарио је написан по делу Јована Стерије Поповића.

## Улоге
| Глумац           | Улога |
| ---------------- | ----- |
| Деса Биоградлија |       |
| Вилма Михаљевић  | Фема  |
| Аднан Палангић   |       |